# Eltzer Hof (Mainz)

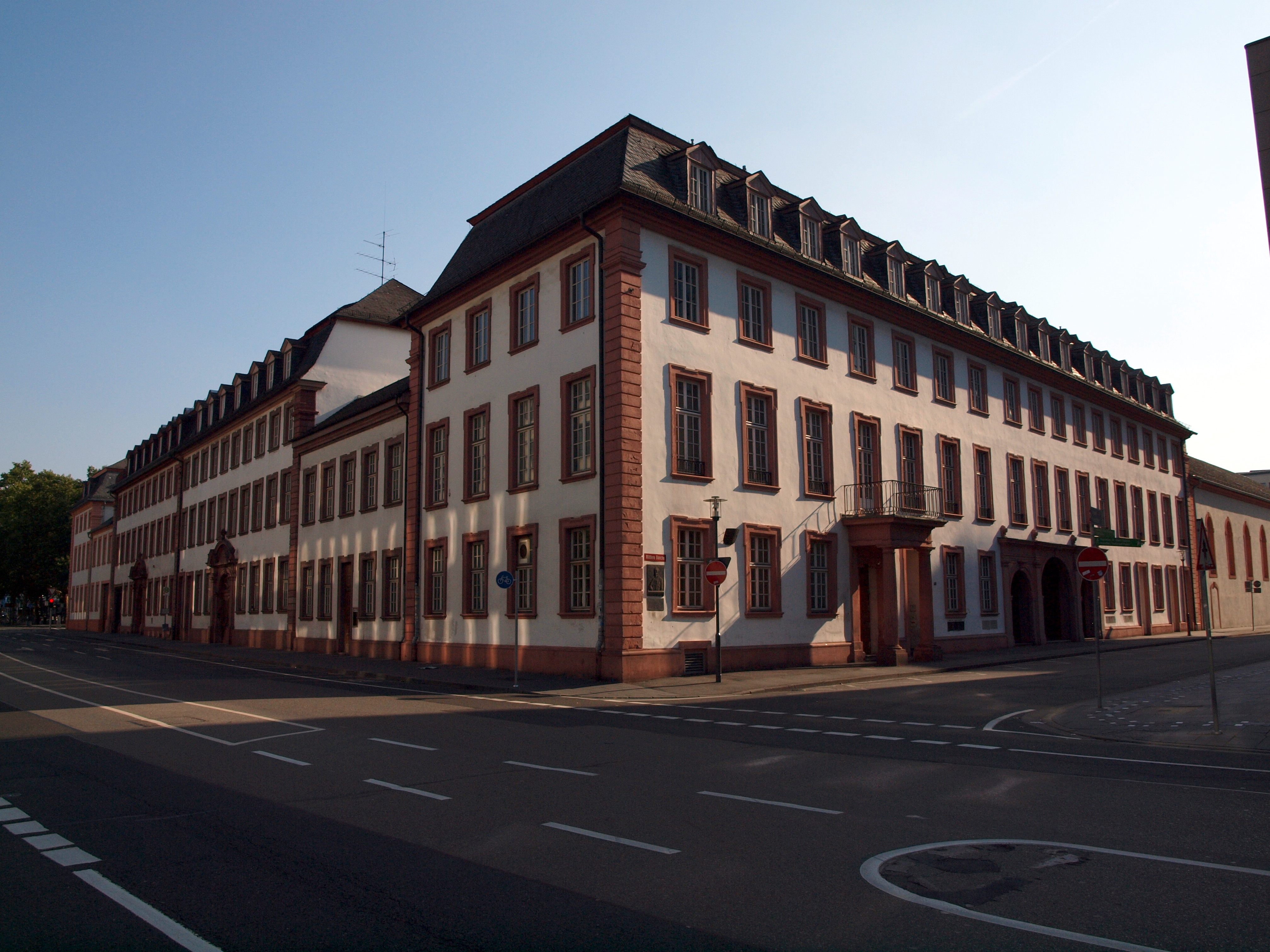
Blick auf die Eltzer Höfe in Mainz, Bauhofstraße Ecke Mittlere Bleiche

Der Eltzer Hof, auch Eltzer Höfe genannt, in Mainz wurde 1742/43 als barockes Stadtpalais errichtet. Der dreigeschossige, achtzehnachsige Barockbau mit abgewalmtem Mansarddach in der Bauhofstraße 3/5, Ecke Mittlere Bleiche, ist in der Liste der Kulturdenkmäler in Mainz-Altstadt verzeichnet und bildet zusammen mit den angrenzenden Gebäuden eine Denkmalzone.

## Geschichte
Der Eltzer Hof wurde zwischen 1742 und 1743 im Bleichenviertel erbaut und weist eine für diese Zeit eher selten anzutreffende Schlichtheit auf. Die Gebäudeteile sind durch rustizierte Lisenen gegliedert, mit einem Mansardwalmdach gedeckt und lediglich durch zwei Barockportale geschmückt. Knapp 24 Jahre später, zwischen 1766 und 1767, wurde in unmittelbarer Nähe die Golden-Ross-Kaserne erbaut. 1774 übernahmen die Grafen von Eltz das Anwesen Dalberg-Hammelburger Hof und fassten es mit dem benachbarten Eltzer Hof zusammen, seitdem ist auch von den Eltzer Höfen die Rede. Noch im August 1792 besuchte Minister Johann Wolfgang von Goethe den preußischen Beamten vom und zum Stein, der dort logierte.
Die Anlage ist im August 1942 bei einem Großangriff britischer Bomber auf die Mainzer Alt- und Neustadt abgebrannt und zerstört worden.
Zwischen 1965 und 1970 wurden die Höfe mit einem Konzertsaal für die Mainzer Liedertafel wieder aufgebaut und als Veranstaltungshaus unter anderem für die Mainzer Fastnacht genutzt. Bei Umbauarbeiten des Saals 2004 stellte man eine Asbestbelastung fest, seitdem steht das ehemalige Konzerthaus weitestgehend leer. 2008 schrieb das Ministerium der Finanzen Rheinland-Pfalz einen Architektenwettbewerb für einen „multifunktionalen Veranstaltungsort“ aus. Die 2009 ausgezeichneten Pläne des Kasseler Büros Atelier 30 Architekten wurden aufgrund der hohen Kosten von knapp 22 Millionen Euro nicht umgesetzt. Im März 2015 wurde bekannt, dass das Land die Immobilie im Mainzer Regierungsviertel an einen Investor verkaufen wollte, der dort Wohnungen sowie Büro- und Ladenflächen schaffen sollte. Eine Studie schlug auch eine kulturelle Nutzung vor. Im Mai 2018 wurde kolportiert, dass ein Projektentwickler aus Montabaur für 5 Millionen € den Zuschlag erhalten habe. Ab 2018 wurde das Ensemble nach Plänen der Wiesbadener Architekten «Willen Associates» saniert. Das Adelspalais wurde teilweise abgerissen und entkernt, nur die Fassaden blieben erhalten. Hierzu wurde eine Bresche selbst in die Fassade gelegt, um den Abriss technisch zu erleichtern. Im August 2024 wurde die sanierte Immobilie den Medien präsentiert.

## Architektur
Alle Bauteile sind dreigeschossig mit Mansarddach und pilastergerahmten Toreinfahrten. Zwischen dem zweigeteilten eigentlichen Eltzer Hof in der Bauhofstraße 3/5 und dem 1774 hinzuerworbenen ehemaligen Dalberg-Hammelburger Hof Mittlere Bleiche 40 (Konservatorium und Konzerthaus) mit säulengetragenem Altan befindet sich ein moderner Zwischenbau.

## Denkmal und Denkmalzone
Die Denkmalzone Große Bleiche 49/51, Bauhofstraße 1, 3/5, Mittlere Bleiche 40, Schießgartenstraße: zwischen 1742 und 1774 zusammengewachsene Blockrandbebauung aus Adelshöfen und kurfürstlichem Marstall, von größter städtebaulicher Wirkung und Bedeutung die symmetrische Durchbildung ganzer Blockfassaden, hochrangiges Dokument einheitlicher Bauorganisation.

## Nutzung und Veranstaltungen (Auswahl)
- Das benachbarte Landesmuseum Mainz benutzte Räumlichkeiten in den Eltzer Höfen. Diese mussten (vor 2010) aufgegeben werden und stehen seitdem leer.
- Die Eltzer Höfe dienten bis spätestens 2009 als Veranstaltungsstätte des Congress-Centrum Mainz.
- Bei einer Klubtournee zwischen September bis Dezember 1986 stellte die Band Die Toten Hosen ihr drittes Studioalbum Damenwahl vor.
- Am 10. März 2003 war das Synthie-Pop-Duo Wolfsheim mit seinem fünften Studioalbum Casting Shadows mit der Casting Shadows Tour 2003 im Eltzer Hof zu Gast (Liste der Tourneen von Wolfsheim).

- Die Kellerräume wurden von 1963 bis 2018 von Diskotheken unter verschiedenen Namen genutzt. Zuletzt das 50grad.
- Ab 2023 wird der Eltzer Hof das neue Domizil der rheinland-pfälzischen Ärzteschaft. Neben Büroräumen wird auch eine Tiefgarage mit 27 Stellplätzen sowie mehrere Maisonette-Wohnungen errichtet.